# Friedrich Martini (Rechtswissenschaftler)
Friedrich Martini (* vor 1555 in Hainstadt; † 1630 in Freiburg im Breisgau) war ein deutscher Rechtswissenschaftler und Hochschullehrer.

## Leben
Martini kam 1565 als Student an die Universität Ingolstadt. Er wurde 1573 unter heftigem Widerstand der Jesuiten weltlicher Professor der Logik. 1578/1579 wechselte er an die juristische Fakultät, an der er Professor des Römischen Rechts wurde. 1582 übernahm er den Lehrstuhl für kanonisches Recht. 1589 folgte er einem Ruf als Professor des Kirchenrechts an die Universität Freiburg im Breisgau. 1591 vertrat er die Angelegenheiten der Freiburger Universität bei Kaiser Rudolf II. in Prag, 1592 lehnte er einen Ruf an das Reichskammergericht ab.
Martini publizierte in fast jedem seiner Amtsjahre Schriften.
Johann von Leuchselring war sein Schwiegersohn.

## Werke (Auswahl)
- Theses De Bello, Dvello, Et, Qvod Ex His Seqvitvr, Homicidio. Eder, Ingolstadt 1589.
- De Iure Fisci. Assertiones Ivridicae. Becklerus, Freiburg im Breisgau 1597.
- De Ivre Censvvm, Sev Annvorvm Reditvvm, Eorvm Potissimvm, Qvi Emptionis Titvlo Comparantvr Commentarivs. Böckler, Freiburg im Breisgau 1604.
- Commentarius de iure censuum. Köln 1660.
- Singularia et iuris notabilia. Köln 1660.
- Clarissimorum Virorum Caspari Manzii Et Friderici Martini Juris Consultorum, … Opus Absolutissimum De Eo, Quod-Interest. LaHaye, Ingolstadt 1705.